# Facultad de Ciencias (Universidad de la República)

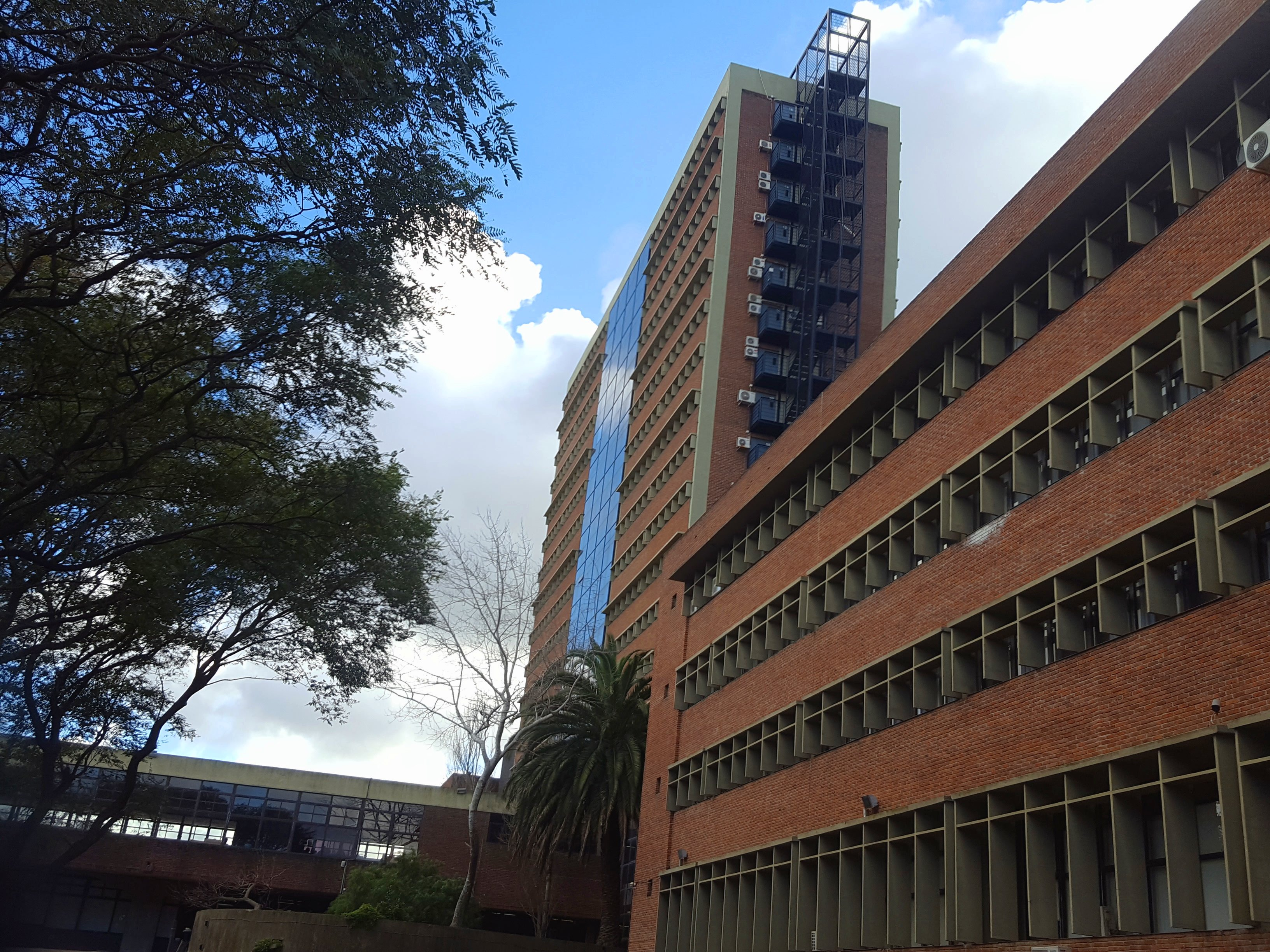
Sede principal de la Facultad de Ciencias edificio "Prof. Dr. Mario Wschebor”.

La Facultad de Ciencias de la Universidad de la República de Uruguay, es una institución pública de enseñanza, investigación y extensión en el área de las ciencias naturales y exactas.
La misma ofrece más de 20 títulos de grado y posgrado en diversas ciencias naturales y exactas. Siguiendo esta línea, contiene aproximadamente al 15 % de los investigadores del Sistema Nacional de Investigadores (SNI) del país.  
Cuenta con 3945 estudiantes matriculados, según el VII Censo de Estudiantes Universitarios de la República en 2012 y más de 400 docentes.

## Historia
El 9 de octubre de 1946 fue aprobada la Ley N.º 10.658 que creó la Facultad de Humanidades y Ciencias (FHC) de la Universidad de la República. La cual abrió sus puertas ese mismo año, en el antiguo edificio del Hotel Nacional, en la calle Cerrito Nº 73, casi Juan Lindolfo Cuestas, en la Ciudad Vieja de Montevideo. En 1980 la FHC se traslada al edificio de la calle Tristán Narvaja 1674, entre Uruguay y Paysandú (local que hoy pertenece a la Facultad de Psicología de la Udelar, y en el que antiguamente había funcionado el Colegio Niño Jesús de Praga desde 1935 hasta 1974). El 21 de noviembre de 1990, la Universidad de la República aprobó la creación de la Facultad de Ciencias, con lo cual la FHC pasó a denominarse Facultad de Humanidades y Ciencias de la Educación (FHCE). En 1999 comienza la mudanza de la Facultad de Ciencias a un nuevo edificio universitario en la calle Iguá 4225 casi Mataojo, en el barrio de Malvín Norte, Montevideo, construido y adaptado especialmente para los estudios en ciencias, con numerosos laboratorios y equipamiento sofisticado. En junio de 2012 la casa de estudios recibió la denominación de Prof. Dr. Mario Wschebor, en homenaje al primer decano de la institución.

## Títulos de grado y posgrado
La Facultad otorga títulos de grado en ciencias:
- Licenciatura en Biología Humana (otorgada por Facultad de Ciencias en conjunto con Facultad de Medicina, Facultad de Odontología y Facultad de Humanidades y Ciencias de la Educación)
- Licenciatura en Bioquímica
- Licenciatura en Ciencias Biológicas
- Licenciatura en Ciencias de la Atmósfera (en conjunto con la Facultad de Ingeniería)
- Licenciatura en Astronomía
- Licenciatura en Ciencias Físicas
- Licenciatura en Estadística
- Licenciatura en Física Médica
- Licenciatura en Geografía
- Licenciatura en Geología
- Licenciatura en Matemática
- Licenciatura en Biotecnología
- Tecnólogo en Cartografía (2 años)
- Licenciatura en Recursos Naturales (impartida en Rivera)
- Tecnicatura en Gestión de Recursos Naturales y Desarrollo Sustentable (2 años y medio, impartida en Rivera)

Otorga también los siguientes títulos de posgrado (magíster y doctor):
- Maestría en Biotecnología
- Maestría en Ciencias Biológicas
- Maestría en Ciencias Ambientales
- Maestría en Física
- Maestría en Matemática
- Maestría en Bioinformática
- Doctorado en Ciencias Biológicas
- Doctorado en Física
- Doctorado en Matemática
- Doctorado en Ciencias Ambientales
- Doctorado en Biotecnología

## Estudiantes
| 1999 | 2007      | 2012 |
| ---- | --------- | ---- |
| 1700 | 4378/4710 | 3945 |

En 2012 los estudiantes estaban distribuidos de la siguiente manera: 1 en la Licenciatura en Astronomía, 1134 en la Licenciatura en Bioquímica, 1710 en la Licenciatura en Ciencias Biológicas, 3 en la Licenciatura en Ciencias Meteoreológicas, 157 en la Licenciatura en Geografía, 221 en la Licenciatura en Geología, 588 en la Licenciatura en Matemática, 784 en la Licenciatura en Ciencias Físicas, 103 en la Licenciatura en Recursos Naturales, 24 en la Licenciatura en Gestión Ambiental y 44 en la Tecnicatura en Gestión de Recursos Naturales.

## Estructura académica

### Institutos
- Ciencias Biológicas
- Química Biológica
- Matemática
- Ecología y Ciencias Ambientales
- Física
- Investigaciones Nucleares
- Ciencias Geológicas

### Unidades
- Enseñanza
- Ciencia y Desarrollo
- Departamento de Geografía
- Extensión y Actividades en el Medio
- Educación Permanente
- Apoyo a la Investigación
- Laboratorios Prácticos
- Microscopía Electrónica

## Decanos
El primer decano de la Facultad fue Mario Wschebor, ejerciendo dos períodos consecutivos, desde la creación en diciembre de 1990 hasta el año 1998. Le sucedió en el cargo Ricardo Ehrlich (bioquímico), quien completó el período del 1998 al 2002 y renunció a mitad de su segundo período a inicios de 2005, para postularse como candidato del Frente Amplio a la Intendencia Municipal de Montevideo, siendo sucedido por Julio Ángel Fernández. En el año 2010, Fernández completó su período de decanato y fue sucedido por Juan Cristina, quien ejerció por dos períodos consecutivos (2010 al 2014 y 2014 al 2018), sucedido por Mónica Marín, siendo ésta la primera decana de Facultad de Ciencias.
| Decano                      | Período         |
| --------------------------- | --------------- |
| Dr. Mario Wschebor          | 1990-1998       |
| Dr. Ricardo Ehrlich         | 1998-2005       |
| Prof. Julio Ángel Fernández | 2005-2010       |
| Dr. Juan Cristina           | 2010-2018       |
| Dra. Mónica Marín           | 2018 - presente |